# Ерік Сайкс
Ерік Сайкс (англ.  Eric Sykes, 4 травня 1923, Олдем — 4 липня 2012, Ішер) — британський комедійний актор, сценарист і режисер.

## Біографія
Ерік Сайкс, який народився в містечку Олдем (графство Ланкашир), вважається одним з найвидатніших артистів і режисерів британського комедійного кіно і телебачення 2-ї половини XX століття. Набувши першої популярності в якості сценариста і актора ще в 1950-х роках завдяки своїй роботі в популярній радіопередачі «Роздовбай-шоу» (Goon Show), в 60-х він став зіркою британського телебачення, знявшись у кількох комедійних телевізійних фільмах BBC, а з 70-х став зіркою першої величини в британському кіно. Характерною манерою його творчості є доведення ситуації до крайньої міри комічності. Знімався у режисерів Енді Вілсона, Кена Аннакіна, Едварда Дмитрика, Алехандро Аменабара, Майка Ньюелла. За 53 роки кінокар'єри зіграв 68 ролей (останні 4 — у 2007 році), написав сценарії до 38 фільмів, і зняв 11 фільмів у якості режисера. Українським глядачам знайомий у ролі Френка Брайса (садівника будинку Реддла) у фільмі «Гаррі Поттер і келих вогню».

## Кінокар'єра
Телекар'єра Сайкса почалася з 30-хвилинної комедії на телеканалі BBC «Сайкс і А…», яку Сайкс створив у співпраці з письменником Джонні Спайтом (який працював з Еріком ще в 1950-х на радіо у передачі «Тоні Хенкук-шоу»). Сюжет фільму обігравав життя середнього англійця, що живе з дружиною в передмісті і повністю завантаженого повсякденністю.

## Особисте життя
Ерік Сайкс був одружений з 1952 року на Едіт Мілбрандт, з якою має трьох дочок Кетрін, Джулію, Сьюзен і сина Девіда. З віком Сайкс частково втратив слух і майже осліп. У масивні окуляри, які він постійно носив, були вставлені прості стекла — насправді це був слуховий апарат, який передає звуки на завушну кістку. У 2002 році він переніс інсульт і після нього операцію на серці. У 1986 році був удостоєний Ордена Британської Імперії за заслуги в драматургії. У 2002 році йому вручено премію Бернарда Дельфонта за видатний внесок у розвиток шоу-бізнесу. Сайкс був почесним президентом «Товариства збереження традицій Goon Show».

## Фільмографія

### Акторські роботи
- 1954 р. — Orders Are Orders[en]
- 1956 р. — Hancock's Half Hour[en] (1 серія)
- 1956 р. — The Idiot Weekly, Price 2d[en] (ТВ серіал)
- 1956 р. — The Tony Hancock Show[en] (1 серія)
- 1956 р. — Charley Moon[en]
- 1956 р. — Dress Rehearsal (ТВ)
- 1956 р. — Opening Night (ТВ)
- 1956 р. — Pantomania, or Dick Whittington (ТВ)
- 1957 р. — Closing Night (ТВ)
- 1959 р. — Gala Opening (ТВ)
- 1959 р. — Tommy the Toreador
- 1960 р. — Watch Your Stern
- 1961 р. — «Comedy Playhouse» (1 серія)
- 1961 р. — Invasion Quartet
- 1961 р. — Very Important Person
- 1962 р. — «A Christmas Night with the Stars» (1 серія)
- 1962 р. — Kill or Cure
- 1962 р. — Village of Daughters
- 1963 р. — Heavens Above!
- 1964 р. — The Bargee
- 1964 р. — One Way Pendulum
- 1965 р. — «Sykes and A…» (26 серій)
- 1965 р. — Those Magnificent Men in Their Flying Machines or How I Flew from London to Paris in 25 hours 11 minutes
- 1965 р. — The Liquidator
- 1965 р. — Rotten to the Core
- 1966 р. — The Spy with a Cold Nose
- 1967 р. — Sykes Versus ITV (ТВ)
- 1967 р. — The Plank
- 1968 р. — Shalako
- 1969 р. — «Curry & Chips» (6 серій)
- 1969 р. — It's Your Move
- 1969 р. — Rhubarb
- 1969 р. — Monte Carlo or Bust!
- 1970 р. — «Till Death Us Do Part» (1 серія)
- 1971 р. — «Sykes and a Big Big Show» ТВ серіал"
- 1971 р. — Sykes: With the Lid Off (ТВ)
- 1973 р. — Theater of Blood
- 1977 р. — Eric Sykes Shows a Few of Our Favourite Things (ТВ)
- 1979 р. — «Sykes» (19 серій)
- 1979 р. — The Plank (ТВ)
- 1980 р. — Rhubarb Rhubarb
- 1980 р. — The Likes of Sykes (ТВ)
- 1981 р. — If You Go Down in the Woods Today
- 1982 р. — It's Your Move (ТВ)
- 1982 р. — The Boys in Blue
- 1982 р. — The Eric Sykes 1990 Show (ТВ)
- 1984 р. — Gabrielle and the Doodleman
- 1985 р. — «Alice in Wonderland» (3 серії)
- 1986 р. — «The Return of Sherlock Holmes» (1 серія)
- 1986 р. — Absolute Beginners
- 1988 р. — Mr. H Is Late (ТВ)
- 1989 р. — «The Nineteenth Hole» ТВ серіал
- 1993 р. — The Big Freeze
- 1993 р. — Splitting Heirs
- 1998 р. — «Dinnerladies» (1 серія)
- 2000 р. — «Gormenghast» ТВ серіал
- 2001 р. — Інші
- 2001 р. — «Телепузики» (226 серій)
- 2003 р. — «Holby City» (1 серія)
- 2003 р. — «The Bill» (1 серія)
- 2004 р. — «Doctors» (1 серія)
- 2004 р. — Mavis and the Mermaid
- 2005 р. — Гаррі Поттер і келих вогню
- 2007 р. — «Heartbeat» (1 серія)
- 2007 р. — «Last of the Summer Wine» (1 серія)
- 2007 р. — «My Family» (1 серія)
- 2007 р. — «New Tricks» (1 серія)
- 2007 р. — Son of Rambow

### Режисерські роботи
- 1957 р. — Closing Night (ТВ)
- 1959 р. — Gala Opening (ТВ)
- 1967 р. — The Plank
- 1969 р. — it's Your Move
- 1969 р. — Rhubarb
- 1979 р. — The Plank (ТВ)
- 1980 р. — Rhubarb Rhubarb
- 1981 р. — If You Go Down in the Woods Today
- 1982 р. — it's Your Move (ТВ)
- 1988 р. — Mr. H Is Late (ТВ)
- 1993 р. — Велика заморозка[en]

### Сценарії
- 1952 р. — «The Howerd Crowd» ТВ серіал
- 1952 р. — Korean Party (ТВ)
- 1953 р. — Nuts in May (ТВ)
- 1953 р. — The Frankie Howerd Show (ТВ)
- 1954 р. — Orders Are Orders
- 1954 р. — The Big Man (ТВ)
- 1956 р. — «The Idiot Weekly, Price 2d» ТВ серіал
- 1956 р. — «The Tony Hancock Show» ТВ серіал
- 1956 р. — Dress Rehearsal (ТВ)
- 1956 р. — Opening Night (ТВ)
- 1956 р. — Pantomania, or Dick Whittington (ТВ)
- 1957 р. — «Eric Sykes Presents Peter Sellers» ТВ серіал
- 1957 р. — Closing Night (ТВ)
- 1957 р. — The Howerd Crowd (ТВ)
- 1959 р. — Gala Opening (ТВ)
- 1962 р. — «That Was the Week That Was» ТВ серіал"
- 1964 р. — «Sykes and A…» (12 серій)
- 1964 р. — «The Telegoons» (4 серії)
- 1966 р. — East of Howerd (ТВ)
- 1967 р. — Sykes Versus ITV (ТВ)
- 1967 р. — The Plank
- 1968 р. — Howerd's Hour (ТВ)
- 1968 р. — The Goon Show (ТВ)
- 1969 р. — It's Your Move
- 1969 р. — Rhubarb
- 1971 р. — «Sykes and a Big Big Show» ТВ серіал"
- 1971 р. — Sykes: With the Lid Off (ТВ)
- 1977 р. — Eric Sykes Shows a Few of Our Favourite Things (ТВ)
- 1979 р. — «Sykes» (4 серії)
- 1979 р. — The Plank (ТВ)
- 1980 р. — Rhubarb Rhubarb
- 1980 р. — The Likes of Sykes (ТВ)
- 1981 р. — If You Go Down in the Woods Today
- 1982 р. — It's Your Move (ТВ)
- 1982 р. — The Eric Sykes 1990 Show (ТВ)
- 1988 р. — Mr. H Is Late (ТВ)
- 1993 р. — The Big Freeze